# 仙台サンプラザ
仙台サンプラザ（せんだいサンプラザ）は、宮城県仙台市宮城野区榴岡にある、ホール・ホテル・会議室などからなる複合施設である。仙台市都心部東側の宮城野通に面してある。JR榴ケ岡駅の出入口が門前にあり、斜向かいには榴岡公園がある。
日本武道館に構造が似ているため、アーティストの間では「ミニ武道館」とも呼ばれている。

## 概要
仙台市内の固定席・ホール型の屋内施設としては座席数最大であるため、コンサート会場として利用される。また、ホール形状が円形であり、1階席が収納されて平面床化できるため、格闘技の試合会場やコンベンション施設としても利用され、2001年の新世紀・みやぎ国体ではボクシング会場となった。
1991年（平成3年）3月、仙台市立榴岡病院跡地に、勤労者の福祉の充実を図ることを目的として、雇用促進事業団と仙台市が設置。勤労者職業福祉センターとして全国で7番目の施設となった。2004年（平成16年）、同事業団が独立行政法人雇用・能力開発機構となる際、約5000万円で機構分の施設を買い取って完全に市の施設となった。
運営は、仙台市と宮城県が出資して設立した財団法人仙台勤労者職業福祉センターがあたっているが、施設を無償貸与されているにもかかわらずホール部門が赤字に陥り、2007年度（平成19年度）に約4400万円の運営補助金を市から受けている。このため市は、2009年（平成21年）3月、施設の運営を行う事業者を募集。同年6月、公募型事業提案方式（公募プロポーザル）により契約相手方を決定。同年9月末に同法人を廃止し、同年10月より、仙台市内の企業により出資して設立された仙台サンプラザ株式会社と賃貸契約をする。賃貸期間は、2020年（令和2年）3月までの11年6ヶ月間。

## 施設
敷地面積は約1haで、地下1階、地上12階建てのホテルと地上5階建ての仙台サンプラザホールを有する。併設のホールは、円形の特徴的なデザインで、1階席は可動椅子と可動床となっており、コンピューター制御によって椅子を収納し、段床を一面フラットに変えることができるほか、可動式のステージを備えている。このため、最大2,710席の大ホールとしての利用からフラットな展示会場（約1100平米）まで、あらゆる企画に対応可能な多目的ホールとなっている。
- 仙台サンプラザホール（1 - 3階、2,710席）
  - 1階1302席、2階493席、3階915席
  - コンサート開催時は、見切れ部分が発生するため2,054席となる。
- ホテル（7 - 12階）：客室74室
- 宴会場（1 - 3、5、6階）
- 結婚式場（5階）
- 研修室（5階）
- マザーズ・サンプラザ保育園（4階）
- 東北こども福祉専門学院（4階）
- レストラン「サンパステル」（1階）
- フィットネスクラブ「Fusion」（地下1階）

## 周辺
- 宮城野通
- 榴岡公園
- 榴岡天満宮
- みやぎNPOプラザ[3]（1階）・宮城県公文書館（2階・3階）
伊達綱村が、生母三沢初子の菩提を弔うため建立した榴岡釈迦堂[注 2]の跡地。旧宮城県図書館。
- 伊達家墓所（政岡墓所）
伊達騒動を扱った歌舞伎『伽羅先代萩』の政岡のモデルとなった三沢初子の墓[4]、伊達忠宗正室の振姫の墓、伊達綱村正室の仙姫の墓がある。
- 宮城野原公園総合運動場
  - 楽天モバイルパーク宮城
  - 弘進ゴム アスリートパーク仙台

## アクセス
- JR仙石線・榴ケ岡駅 出口2からすぐ。
- JR仙台駅東口から徒歩11分。
- 仙台市地下鉄東西線・宮城野通駅 1番出入口より徒歩10分。
- 仙台市地下鉄東西線・連坊駅 1番出入口より徒歩12分。